# Okręg wyborczy Thanet East
Okręg wyborczy Thanet East powstał w 1974 r. i wysyłał do brytyjskiej Izby Gmin jednego deputowanego. Położony był na Isle of Thanet w hrabstwie Kent. Okręg został zlikwidowany w 1983 r.

## Deputowani do brytyjskiej Izby Gmin z okręgu Thanet East
- 1974–1983: Jonathan Aitken, Partia Konserwatywna